# KDE Software Compilation 4
KDE Software Compilation 4 (skrajšano KDE 4) je trenutna generacija prosto dostopnega računalniškega delovnega okolja KDE, ki temelji na Qt4.
Glavne izdaje (4.x) so načrtovane na vsake pol leta, med tem manjše izdaje (4.x.y) izhajajo mesečno.

## Značilnosti

### Pregled novosti
Novosti v KDE 4.0, glede na zadnjo izdajo iz 3. generacije:
- Hitrejši in uporabnejši uporabniški vmesnik.
- Preurejene in očiščene knjižnice (kdelibs).
- Nova privzeta ikonska tema Oxygen in grafični efekti; uporaba vektorske grafike SVG.
- Plasma, ki nadomešča pult Kicker, namizje KDesktop in gradnike SuperKaramba.
- Poenostavljen upravljalnik datotek Dolphin.
- Novi ogrodji Phonon in Solid, ki prinašata boljšo podporo za večpredstavnost oz. integracijo s strojno opremo.
- Namizni iskalnik Strigi, ogrodje za shranjevanje informacij v skladišča RDF Soprano, in zametki semantičnega namizja NEPOMUK.

### Načrtovane značilnsti
Funkcije, ki še niso dokončno razvite in bodo vključene šele v poznejše izdaje KDE4:
- Poenoteno upravljanje z osebnimi informacijami — Akonadi.
- Črkovalnik besedil in sintetizator govora Sonet, z avtomatično zaznavo jezika.
- Ogrodje Decibel, ki je namenjen neposrednem sporočanju .
- Dvosmerna podpora za QT-aplikacije iz platform Windows in Mac OS X.
- Funkcije pulta in podpora gradnikom Apple Dashboard.
- Podpora WebKitu za Konqueror.

### Opis
Uporaba nove izdaje programskega ogrodja Qt 4 je znatno pospešila hitrost delovanja namizja KDE 4 v primerjavi z 3. generacijo, programske knjižnice KDE so preurejene in očiščene. 
KDE je zgrajen na osnovi knjižnic, ki omogočajo preprost dostop do virov na omrežju, z uporabo tehnologije KIO, ter napredne grafične zmožnosti. Ogrodje Phonon prinaša vsem programom v KDE podporo za večpredstavnost, ki ni odvisna od platforme. Solid je ogrodje za integracijo s strojno opremo, ki poenostavlja rokovanje z napravami (npr. USB ključ) in prinaša orodja za boljše upravljanje s porabo energije. Kross je orodje, ki omogoča uporabo več programskih jezikov za izdelavo enega programa. KDE 4 za gradnjo uporablja Cmake, ki je v nasprotju s sistemom GNU Autotools na voljo tudi za Windows. Cmake je dramatično olajšal proces gradnje, ki ga je prej obvladovala le peščica razvijalcev. Cmake se je izkazal tudi za zelo hitro rešitev, saj se knjižnice KDElibs prevedejo 40 % hitreje kot v različicah KDE3. Za razvijalce to pomeni predvsem lažje usklajevanje in prilagajanje aplikacij različnim operacijskim sistemom, saj lahko KDE-programe (ne pa tudi namizja) uporabljamo na novih platformah, po zaslugi knjižnic Qt, ki so na voljo tudi za Mac OS X in Windows. 
Najbolj opazna sprememba za uporabnike so nove ikone, poenotena tema uporabniškega vmesnika in zvočni efekti, ki nastajajo pod okriljem projekta Oxygen. Ikone imajo bolj foto-realističen videz, so veliko bolj barvno nevtralne in upoštevajo smernice projekta freedesktop.org, kar omogoča široko uporabo v raznih tipih aplikacij. KDE je pridobil tudi novega upravljalnika datotek Dolphin. Nekdanji privzeti upravljalnik datotek Konqueror pa ohranja le nalogo spletnega brskalnika. Okular je univerzalni pregledovalnik datotek, ki nadomešča KPDF, KGhostView in KDVI. Okular omogoča ogled in dodajanje opomb k večini najbolj razširjenih vrst besednih dokumentov (ODF, DOC, PDF, ...) in grafike (SVG, PS, JPG, PNG, ...) in je le eden izmed novih programov, ki so bili razviti z mislijo na uporabnost. Večina dodatnih programov, kot Amarok, K3B, Digikam in Gwenview je bilo prepisanih v Qt 4 in močno izboljšanih, vendar ne bodo izšli skupaj s prvo izdajo, ker niso več omejeni na razvojni ciklus KDEja.
Decibel je komunikacijska rešitev, ki omogoča preprosto prikazovanje klepetov znotraj drugih programov. Od različice KDE 4.2 jo bo v celoti uporabljal odjemalec neposrednih sporočil Kopete. Akonadi je nov upravljalnik osebnih informacij, ki bo vključen v poznejše različice KDE 4. Akonadi združuje prej ločene komponente, v zelo prilagodljiv sistem, ki ima v nasprotju s prejšnjimi različicami komponent upravljalnika enoten sistem hranjenja informacij..
Strigi je privzet namizni iskalnik. Izbran je bil zaradi hitrega delovanja in malo odvisnosti. Skupaj z drugim programjem, kot je Soprano, ogrodje za shranjevanje informacij v skladišča RDF in NEPOMUK, prinaša zametke semantičnega namizja. NEPOMUK uporabnikom omogoča, da dokumente razvrščajo z oznakami, Strigi ustvari iskalne indekse, ki jih shranjuje Soprano.

## Glavna izdaja KDE 4.0

### Obdobje razvojnih izdaj
2. aprila so razvijalci zamrznili vejo »trunk« v podsistemu, kar pomeni da jo lahko spreminjajo le razvijalci jedra. Od tega datuma naprej se zgradba knjižic ne spreminja. Mesec dni pozneje je sledila delna zamrznitev API. KDE 4.0 Alpha 1 je izšel 11. maja 2007 in je prinesel veliko novosti v osnovne knjižnice KDE ter vnesel nove tehnologije v aplikacije in namizje samo. V prvo nestabilno izdajo je bila vključena izboljšana platforma za strojno opremo Solid, in večpredstavnostna platforma Phonon. Predstavljeni so bili tudi novi programi (upravljalnik datotek Dolphin, pregledovalnik dokumentov Okular).
KDE 4.0 Alpha 2 je izšel 4. julija 2007.
Cilj izdaje je bil izboljšanje funkcionalnosti Plasme in stabilizacija okolja KDE.
24. julija 2007 so skrbniki skladišč SVN zamrznili knjižnice jedra, kar pomeni da se funkcije ne smejo več preimenovati. 20. avgusta je sledila zamrznitev sistemskih sporočil ter konec natečaja za izbiro ozadij. Prva pol stabilna izdaja je izšla 2. avgusta 2007. Glavni poudarek je na predpomnenju ikon - hitrejše delovanje, izboljšavami v KDE PIM, dodatnimi grafičnimi učinki za KWin ter boljšim med procesnim sodelovanjem. KDE 4.0 Beta 2 je izšel 6. septembra 2007 z nadgrajeno podporo sistemoma BSD in Solaris. Izdaja je vključila grafično knjižnico Blitz – omogoča zmogljive grafične trike, kot animacija vektorskih ikon ali risanje kemičnih vezi — in KRDC, ki je nastajal v okviru Google Summer of Code 2007. V Plasmo je vključena podpora za glasbeni predvajalnik Amarok, natančneje nadziranje predvajanja neposredno z namizja. Poleg tega je v KOffice 2 vključeno še več drobtin, kot je mešanje barvnih prelivov, pisanje notnega zapisa znotraj besedil, ...
KDE 4.0 Beta 3 je izšel 16. oktobra 2007.
Glavni poudarki te izdaje so na stabilizaciji knjižnic za izdajo razvijalske platforme KDE. V Plasmo je bil vključen brskalnik namiznih gradnikov. Odločeno je bilo, da bo Akonadi izšel skupaj z KDE 4.2 ali kasneje. V zbirki izobraževalnih programov je mnogo izboljšav predvsem v virtualnem atlasu Marble, v Parley (prej znan kot KVoctrain) je dodana galerija slik in odpravljenih mnogo napak. Dokončan je interaktivni fizični simulator Step. KDE 4 Beta 4 je izšel 30. oktobra 2007. Izpolnjena je bila večina ciljev obdobja pol stabilnih izdaj, ki so pogoj za pripravo kandidata za izdajo. Odpravljenih je bilo veliko hroščev, dodano nekaj izboljšav za Plasmo, hkrati je izšel tudi prvi kandidat za razvijalsko platformo KDE.
KDE 4.0 RC-1 je izšel 20. novembra 2007.
Odpravljeni so številni hrošči, v Plasmo je dodana podpora gradnikom SuperKaramba, ikonam ter premikanju gradnikov iz namizja na pult. Ob objavi je bil zaznan velik promet na strani žive zgoščenke KDE Four Live. Nekaj dni pred izdajo je razvijalec Riccardo Iaconelli na svojem blogu objavil zmagovalne slike natečaja za izbor privzetih ozadij.
KDE 4.0 RC-2 je izšel 11. decembra 2007. Izdaja je zelo pridobila na stabilnosti in hitrosti. Sočasno z izidom je izšel šesti kandidat za izdajo pisarniške zbirke KOffice 2, objavljena je bila tudi novica, da bojo nov meni Raptor, možnosti za nastavljanje pulta in namizja Plasma na voljo v naslednji glavni izdaji KDE 4.1. Sledilo je razhroščevanje in dokončno oblikovanje videza.
V decembru 2007 je švedsko podjetje Trolltech že uporabilo Phonon, kot večpredstavnostno rešitev za Qt, projektu KDE pa prispevala različice za Mac OS X in Windows pod dovoljenjem LGPL.
- KDE 4 Alpha 1
- Beta 1, s prikazanim dialogom Poženi ukaz, uro in upravljalnikom datotek Dolphin.
- Beta 2, z raznimi gradniki namizja
- Beta 4, z novim menijem
- KDE RC2, z novim menijem Kickoff in brskalnikom Konqueror

### Stabilna različica 4.0.0
Prva stabilna različica 4.0.0 je izšla 11. januarja 2008.
Plasma je nova namizna lupina v KDE in prinaša nova orodja za zagon programov, za predstavitev glavnega uporabniškega vmesnika in omogoča nove načine uporabe namizja. Nov pogled, imenovan armaturna plošča (Ctrl+F12), nadomešča staro funkcijo »Prikaži namizje«. Prikaz armaturne plošče skrije vsa okna in v ospredje postavi gradnike. Na voljo so plazmoidi za pisanje notic, branje virov RSS, spremljanje vremenske napovedi, ... KRunner (Alt+F2) omogoča hiter zagon programov, spremljanje aktivnih procesov in preprosto računanje. Med tipkanjem se prikazujejo rezultati, ki se ujemajo z vneseno pozvedbo. Do zaznamkov je moč dostopati z bližnjicami. Z uporabo »gg:kde 4.0« lahko s pomočjo Googla najdemo uradno spletno stran namizja KDE, če vnesemo »wp:kde«, pa se odpre članek o KDE na Wikipediji.
Pult vsebuje meni, opravilno vrstico, pozivnik, sistemsko vrstico, uro in druge gradnike. Opravilna vrstica lahko prikazuje sličice oken, ki so trenutno skriti. Sličice odražajo dejansko vsebino oken, tudi ko se le ta spreminja. Pozivnik je namenjen preklapljanju med delovnimi okolji, ki se imenujejo tudi »virtualna namizja«.
KickOff je novi privzeti zaganjalnik programov, ki ponuja preprost dostop do nameščenih programov, nazadnje uporabljenih datotek, odjavo. Razdeljen je na 5 zavihkov (Priljubljeno — tu se nahajajo pogosto uporabljeni programi ali dokumenti, Programi — ta zavihek prikazuje seznam programov po kategorijah,  Računalnik — prek tega zavihka je omogočen dostop pomembnih mest, Nazadnje uporabljeno, Zapusti — v tem zavihku se nahajajo gumbi za izklop računalnika, ponovni zagon, odjavo, prehod med uporabniki ali zaklep zaslona).
KWin je napredni upravljalnik oken, ki izkorišča zmogljivosti modernih grafičnih kartic ter s tem poenostavlja delo z okni, a ohranja napredne nastavitve s katerimi lahko dosežemo hitro delo tudi na sistemih z manjšimi zmogljivostmi. Preklapljanje med programi z učinkom »Predstavi okna« ponuja pregled vseh odprtih oken, če je miškin kazalec premaknjen v zgornji levi kot zaslona (ali z uporabo bližnjice Ctrl+F10). Podoben namen ima učinek »Sličice za opravilno vrstico«, ki omogoči oglede vsebine oken, če se miškin kazalec ustavi nad gumbom v opravilni vrstici. Mreža namizij oddalji pogled od namizja, tako da se vidi mreža navideznih namizij, omogoča pa premikanje oken med namizji. Če se klikne na eno izmed namizij, se le ta spet približa. Funkcija se aktivira s pritiskom na tipko (Ctrl+F8). Pult vsebuje gradnik, imenovan »Pozivnik«, ki ponuja podobne funkcije in je na voljo, tudi ko učinki namizja niso omogočeni. Učinki za namizje omogočijo tudi učinke prosojnosti v mnogih programih. Na primer Konzola, terminalski program za KDE, ima lahko prosojno ozadje, tako da se skozenj lahko vidijo programi, ki so za oknom.
- Osnovno namizje KDE 4.0.0, s prikazanim upravljalnikom datotek in sistemskimi nastavitvami
- Poslovenjeno namizje KDE 4.0.0, s prikazanim namiznim globusom Marble

### Manjše razhroščevalne izdaje
5. februarja 2008 je izšla prva izmed 5 načrtovanih razhroščevalnih izdaj, ki je prinesla posodobitve prevodov in odpravila nekatere napake iz prejšnje izdaje. Mesec dni pozneje, 5. marca 2008 je izšla še druga razhroščavalna izdaja, ki je prinesla predvsem mnogo popravkov in prenos nujnih izboljšav za namizje Plasma iz razvojne različice (nastavitve pulta, možnost prikaza in skritja namizja s klikom na gumb, uporaba več vrstic če je odprtih preveč oken za prikaz v opravilni vrstici). Dodana sta bila tudi prevoda v islandščino in jezik farsi. Tretja razhroščevalna izdaja je izšla 2. aprila 2008 in je prinesla nekatere izboljšave iz naslednje glavne izdaje (4.1 - velikost in položaj pulta, spreminjanje velikosti menija), izboljšave za KHTML in KWin, ter odpravila številne hrošče. Prvič v ciklu KDE 4 je bil uradno  dodan tudi komplet izobraževalnih programov KDE Edu, ki uvaja 3D-atlas Marble in program vaj iz španščine Parley ter prinaša mnogo izboljšav že obstoječim programom v zirki. Največ izboljšav je bil deležen Kalzium.

## Glavna izdaja KDE 4.1
Razvoj KDE 4.1 se je začel v januarju 2008 in končal julija istega leta. Cilj KDE 4.1 je bil pripraviti namizje, ki bo poleg razvijalcem namenjeno tudi zgodnjim uporabnikom in omogočiti uporabo aplikacij na operacijskih sistemih Windows, Mac OS X in OpenSolaris.

### Obdobje razvojnih izdaj
KDE 4.1 Alpha1 je izšel 29. aprila 2008 in je prva izdaja, ki temelji na izboljšanih knjižnicah Qt 4.4. Le-ta namreč prinaša hitrejšo odzivnost in večjo funkcionalnost. Prilagajanje Plasme je zahtevalo nekatere nestabilnosti, kot npr. ne delovanje gradnikov iz KDE 4.0. Do tega je prišlo zaradi razlik med platformama Qt 4.3 (na katerem temeljijo izdaje v  KDE 4.0) in Qt 4.4 (na katerem bo temeljil KDE 4.1) - podrobnejši razlogi za to so navedeni v blogu enega izmed razvijalcev Plasme. Večina teh težav je bila odpravljena s prihodom prve polstabline izdaje Beta1, ki je izšla 27. maja 2008. Poleg stabilizacije namizja je prinesla tudi nove grafične učinke, prve gradnje osebno-upravljalniških aplikacij za platformo Qt4 in novo igro Rubikove kocke »Kubrick« ter manjše izboljšave ali odpravo napak v ostalih programih. KDE 4.1 Beta2 je izšel 24. junija 2008 in prinesel mnogo izboljšav na namizje Plasma, med drugim novo privzeto temo in dokončno implementacijo za Dashboard gradnike. Namesto ikon na namizju se s to izdajo uporablja poseben gradnik Prikaz mape, ki ga lahko povečamo tudi čez cel zaslon. Številnih izboljšav sta bila deležna tudi program Gwenview in Dolphin. Kandidat za izdajo je izšel 15. julija 2008 in je vseboval odprave napak.
- Namizni efekt upravljalnika oken Kwin na KDE 4.1 Beta1 imenovan »Želatinsta okna«
- Namizni efekt upravljalnika oken Kwin na KDE 4.1 Beta1 imenovan »Preklapljanje - ovitki«

### Stabilna izdaja 4.1.0
KDE 4.1.0 je skupnost izdala 29. julija 2008 . To je druga izdaja iz serije KDE 4 in prinaša nove funkcije in nove programe, ki so osnovani na temeljnih tehnologijah KDE-ja 4. KDE 4.1 je prva izdaja iz serije KDE 4, ki vsebuje paket programov za upravljanje z zasebnimi podatki KDE PIM. V paketu so odjemalec za e-pošto KMail, organizator KOrganizer, bralnik virov RSS Akregator, bralnik novičarskih skupin KNode in mnoge druge komponente, ki so združene v skupnem vmesniku Kontact. Novo namizje Plazma, prvič predstavljeno v KDE 4.0, se je razvilo do te mere (močno izboljšano in hitrejše upodabljanje vektorskih grafik SVG, namizni gradniki so lahko sedaj rabljeni na t. i. platnih, kot je namizje Plasma in pult, več možnosti za nastavljanje), ko lahko za večino uporabnikov nadomesti namizje iz serije izdaj KDE 3. Kot pri prejšnji izdaji, je bilo tudi tokrat veliko časa posvečenega izboljšavi osnovnih programskih knjižnic, s pomočjo katerih je zgrajen KDE. Izpuščena je bila le hrbtenica Decibel za IP-telefonijo in komunikacijo v realnem času.
Dirk Müller, eden izmed vodij izdaje, je podal nekaj številk: »Med izdajama KDE 4.0 in KDE 4.1 je bilo opravljenih 20803 sprememb kode in 15432 sprememb v prevodih. Skoraj 35000 sprememb kode se je zgodilo v delovnih vejah, od katerih so bile nekatere vključene v KDE 4.1 in niti niso štete.« Müller je prav tako povedal, da se je ekipi razvijalcev pridružilo 166 novih.
V primerjavi s kandidatom za izdajo je ta različica stabilnejša in je deloma na voljo tudi za operacijska sistema MS Windows in Mac OS X (programi in knjižnice, ne pa dudi namizje).
Uporabniki grafičnih kartic NVidia z zaprtokodnimi gonilniki od NVidie lahko naletijo na težave s hitrostjo, npr. med premikanjem oken ali spreminjanjem njihove velikosti. NVidiini inženirji so bili seznanjeni s težavami, vendar še niso izdali popravljenih gonilnikov. Težave je možno odpraviti z uporabo enega izmed odprtokodnih gonilnikov.
- Preklop med Kickoff in tradicionalnim menijem
- KRunner (Alt+F2) lahko zaganja programe, pošilja e-pošto, opravi preproste izračune in drugo.

### Manjše razhroščevalne izdaje
Izšle so 4 razhroščevalne izdaje in sicer 4.1.1 v septembru 2008, 4.1.2 v oktobru 2008, 4.1.3 v novembru 2008 in zadnja - 4.1.4 v januarju 2009.

## Glavna izdaja 4.2
KDE 4.2 je bil izdan 27. januarja 2009. Glaven poudarek je bil na stabilizaciji novih tehnologij, tako da je bilo namizje lahko ponujeno širšemu krogu uporabnikov.
Izboljšave KDE-jevega namiznega delovnega okolja
Izdaja 4.2 vsebuje tisočine popravkov manjših hroščev in ponovno implementacijo mnogo funkcij, ki so bile del KDE 3.5, venda niso bile nared za KDE 4.0 and 4.1. Izboljšave vključujejo združevanje opravil v skupine in večvrstični prikaz le teh, skrivanje ikon v sistemski vrstici, skrivanje pulta, predoglede oken v opravilni vrstici, opozorila in beleženje dejanj, in možnost tradicionalnega namizja z ikonami.
Dodani so bili številni novi gradniki za Plasmo, npr. puščanje sporočil na zaklenjenem zaslonu (na ohranjevalnik ozadja je možno dodajanje gradnikov), predogledovanje datotek, menjanje namiznih aktivnosti, prikazovanje novic iz virov RSS, orodja za objavljanje vsebine odložišča na pastebin.com, koledar, odštevalnik, izbiralnik posebnih znakov, sistemski monitor, ... V namizno okolje Plasma je bila dodana podpora za prikaz gradnikov Google Gadgets, poleg tega so lahko gradniki napisani s skriptnimi jeziki kot sta Ruby in Python. Dodalena je bila tudi podpora gradnikom napisanih v JavaScript-u in gradnikom za Mac OS X Dashboard. Za izboljšanje konsistentnosti izgleda je bil nekoliko spremenjen videz opravilne vrstice. Nov modul Sistemskih nastavitev, Podrobnosti o temi za namizje, omogoča izdelavo poljubnih kombinacij tem za namizje. Ozadja so sedaj načrtovana kot vtičniki, torej so lahko programčki. Poleg standardnega prikaza slike je tako za ozadje mogoče za ozadje nastaviti menjanje več slik in Mandelbrotov fraktal.
Dodani so bili tudi novi grafični učinki in vtičniki za KRunner - dialog »Poženi ukaz, ...«.
Izboljšana je bila podpora za uporabo več zaslonov hkrati.
Izboljšave programskih pakatov
Dodan je bil program PowerDevil, ki ima funkcijo upravljanja z energijo - jakost osvetlitve zaslona, varčevanje z baterijo, izbiranje načina delovanja procesorja. V sam KDE je bil ponovno vključen modul za nadzor tikalnikov. Dodana je bila tudi nova igra Killbots.
Ostale aplikacije so doživele mnogo manjpih popravkov in izboljšav.

## Glavna izdaja 4.3
Skupnost KDE je 4. avgusta 2009 najavila takojšnjo razpoložljivost KDE 4.3 (kodno ime: »Caizen«). KDE 4.3 še izboljša zmožnosti, ki so jih prinesle predhodne izdaje, obenem pa prinaša nove inovacije. Medtem ko je bila izdaja 4.2 namenjena večini končnih uporabnikov, KDE 4.3 ponuja stabilen in kompleten izdelek za dom in malo pisarno.
V obdobju razvoja KDE 4.3 je bilo dodanih skoraj 2.000 želenih zmožnosti.
Izboljšave KDE-jevega namiznega delovnega okolja
- Nova privzeta tema Zrak in pohitritve (zmanjšana poraba pomnilnika, nemoteno delovanje animacij) za namizje Plasma. Dejavnosti namizja je sedaj možno povezati z navideznimi namizji, kar omogoča, izbiro različnih gradnikov glede na virtualno namizje. Tekoča opravila so združena v en pokazatelj napredka, s čimer je preprečeno odpiranje več pojavnih oken. Med manjše spremembe v Plasmi spadajo povsem nastavljive tipkovnične bližnjice, zmožnost ustvarjanja gradnikov z vlečenjem ali kopiranjem vsebin na namizje, ter mnogo novih in izboljšanih gradnikov
- Upravljalnik datotek Dolphin prikazuje majhne oglede datotek na ikoni mape in pomanjšane video posnetke. Dodana je zmožnost nastavitve omejitve velikosti mape Smeti, kar preprečuje, da bi zbrisane datoteke zapolnile disk. Priročni meni, ki se prikaže ob desnem kliku na predmet, je sedaj nastavljiv. Nova lokacija network:/ prikazuje druge računalnike in storitve v vašem omrežju (omejeno na omrežja nastavljena po protokolu DNS-SD/Zeroconf, v prihodnjih različicah bo podpora razširjena).
- Drevesni pogled v Sistemskih nastavitvah
- Novi grafični učinki, kot sta »List« in »Zdrs v ozadje«.
- Klipper, orodje, ki hrani zgodovino stvari skopiranih na odložišče, lahko sedaj deluje ustrezno, glede na vsebino. Samodejno določi seznam programov, ki lahko odprejo predmet na odložišču, in vam omogoča, da takoj zaženete želeni program.

Izboljšave programskih pakatov
- Integracija orodja za šifriranje in podpisovanje datotek in e-pošte KGpg v ogrodje Solid
- Podpora arhivov LZMA/XZ v programu za stiskanje in razširjanje datotek Ark.
- Ponovna implementacija grafičnega vmesnika za infrardeče daljinske upravljalnike KDELirc
- Izboljšave v urejevalniku binarnih datotek Okteta
- Orodje za prevajanje Lokalize prinaša podporo za skripte, nove datotečne formate in prevajanje dokumentov OpenDocument (ODF).
- KDE-jeve igre sedaj po večini uporabljajo podobne teme v slogu starega Egipta.
- KDE-jevi programi za upravljanje z osebnimi podatki so doživeli izboljšave na več področjih. Takojšnji sporočilnik Kopete ima izboljšan seznam stikov, KOrganizer pa se lahko usklajuje s storitvijo Google Koledar. KMail podpira vstavljanje slik v e-pošto, KAlarm pa je pridobil zmožnost izvažanja, podporo za vlečenje in spuščanje in izboljšano nastavljanje.

KDE 4.3 prvič ponuja začetke integracije storitve Social Desktop, ki prinaša svetovno skupnost uporabnikov prostega programja neposredno na namizje. Iniciativa Social Desktop ponuja odprto platformo za sodelovanje, izmenjevanje in komunikacijo. Njen namen je ljudem omogočiti izmenjavo znanja, brez da bi kontrolo predali zunanji organizaciji. Platforma trenutno ponuja podatkovni pogon za gradnike za Plasmo, ki podpirajo dele storitve Social Desktop.
KDE-jeva programska platforma po prinaša vmesnik za PolicyKit, kar omogoči nadzor nad izvajanjem privilegiranih dejanj (npr. kateri uporabniki smejo namestiti nove programe, jih odstraniti ali nadgraditi).

## Glavna izdaja KDE SC 4.4
Skupnost KDE se je jeseni 2009 reorganizirala in prenesla poudarek z namiznega okolja na delovanje same skupnosti, ki je opazno zrasla. Odprtokodno namizje KDE je tako postalo Zbirka programske opreme KDE (KDE Software Compilation). Prva različica pod tem imenom, KDE SC 4.4, je bila izdan 9. februarja 2010 na osnovi platforme Qt različice 4.6, ki prinaša izboljšave v hitrosti.
KAddressBook je zamenjan s popolnoma prenovljeno aplikacijo pod istim imenom, z glavnim poudarkom integracije s strežnikom Akonadi ter vrstičnim uporabniškim vmesnikom.
Pomembna novost je tudi dodatni uporabniški vmesnik namenjen malim prenosnikom (netbookom), ter t. i. koncept Social Desktop, ki nudi izboljšave openDesktopa in ponuja večjo integracijo socialnih omrežij na namizje. 

## Glavna izdaja KDE SC 4.5
KDE SC 4.5 je bil izdan 10. avgusta 2010. Novosti vključujejo integracijo knjižnice WebKit, odprtokodnega pogona spletnih brskalnikov Apple Safari ter Google Chrome. KDE-jev lastni pogon KHTML, na katerem Webkit tudi temelji, bo še naprej ločeno posodabljan.
Predlog za zamenjavo zastarelega upravljalnika paketov KPackage s KPackageKit še ni bil izveden.

## Glavna izdaja KDE SC 4.6
KDE SC 4.6 je izšel 26. januarja 2011 in ima izboljšano podboro 3D učnikom OpenGL poleg številnih drobnih izboljšav.
V delovna okolja KDE Plasma je vgrajen nov sistem Dejavnosti, ki omogoča povezovanje aplikacij z določenimi dejavnostmi, na primer delo in domača opravila. Prenovljeno upravljanje z energijo ima kljub novim možnostim poenostavljen vmesnik za nastavitve. Plasma Netbook z izboljšano podporo zaslonom na dotik cilja tudi na mobilne naprave.
V navidezni zemljevid Marble je dodan iskalnik poti, upravljalnik datotek Dolphin, pa lahko išče datoteke tudi po metapodatkih. Program za pregled slik Gwenview ter za zajem zaslonskih posnetkov KSnapshot sedja vključujeta bližnjice za deljenje slikovnega gradiva po socialnih omrežjih.

## Časovnica
| Datum             | Ime izdelka                                               |
| 4.0               | 4.0                                                       |
| ----------------- | --------------------------------------------------------- |
| 3. maj 2007       | KDE 4.0 Alfa 1                                            |
| 27. junij 2007    | KDE 4.0 Alfa 2                                            |
| 26. julij 2007    | KDE 4.0 Beta 1                                            |
| 6. september 2007 | KDE 4.0 Beta 2                                            |
| 2. oktober 2007   | KDE 4.0 Beta 3                                            |
| 20. oktober 2007  | KDE 4.0 Beta 4                                            |
| 20. november 2007 | KDE 4.0 RC 1 ter platforma za nadaljnje razvijanje        |
| 11. december 2007 | KDE 4.0 RC-2                                              |
| 11. januar 2008   | KDE 4.0                                                   |
| 4. junij 2008     | KDE 4.0.5 (vmes so izšle še različice med 4.0.1 in 4.0.4) |
| 4.1               |                                                           |
| 29. april 2008    | Alfa 1                                                    |
| 27. maj 2008      | Beta 1                                                    |
| 24. junij 2008    | Beta 2                                                    |
| 15. julij 2008    | Kandidat za izdajo                                        |
| 29. julij 2008    | KDE 4.1                                                   |
| 13. januar 2008   | KDE 4.1.4 (vmes so izšle še različice med 4.1.1 in 4.1.3) |
| 4.2               |                                                           |
| 26. november 2008 | Beta 1                                                    |
| 16. december 2008 | Beta 2                                                    |
| 13. januar 2009   | Kandidat za izdajo                                        |
| 27. januar 2009   | KDE 4.2                                                   |
| 2. junij 2009     | 4.2.4 (vmes so izšle še različice med 4.2.1 in 4.2.3)     |
| 4.3               |                                                           |
| 30. junij 2009    | Kandidat za izdajo 1                                      |
| 9. julij 2009     | Kandidat za izdajo 2                                      |
| 22. julij 2009    | Kandidat za izdajo 3                                      |
| 4. avgust 2009    | KDE 4.3                                                   |
| 26. januar 2010   | 4.3.5 (vmes so izšle še različice med 4.3.1 in 4.3.4)     |
| 4.4               |                                                           |
| 4. december 2009  | Beta 1                                                    |
| 21. december 2009 | Beta 2                                                    |
| 8. januar 2010    | Kandidat za izdajo 1                                      |
| 25. januar 2010   | Kandidat za izdajo 2                                      |
| 1. februar 2010   | Kandidat za izdajo 3                                      |
| 9. februar 2010   | KDE SC 4.4                                                |
| 30. junij 2010    | 4.4.5 (vmes so izšle še različice med 4.4.1 in 4.4.4)     |
| 4.5               |                                                           |
| 26. maj 2010      | Beta 1                                                    |
| 9. junij 2010     | Beta 2                                                    |
| 27. junij 2010    | Kandidat za izdajo 1                                      |
| 8. julij 2010     | Kandidat za izdajo 2                                      |
| 26. julij 2010    | Kandidat za izdajo 3                                      |
| 10. avgust 2010   | KDE SC 4.5                                                |
| 7. januar 2011    | 4.5.5 (vmes so izšle še različice med 4.5.1 in 4.5.4)     |
| 4.6               |                                                           |
| 25. november 2010 | Beta 1                                                    |
| 8. december 2010  | Beta 2                                                    |
| 23. december 2010 | Kandidat za izdajo 1                                      |
| 5. januar 2011    | Kandidat za izdajo 2                                      |
| 26. januar 2011   | KDE SC 4.6                                                |